# Radio Philippines Network
Radio Philippines Network (RPN) és una companyia de televisió i ràdio amb seu a les Filipines amb seu a la ciutat Quezon. És la propietat principal dels mitjans de comunicació de Nine Media Corporation del grup d'empreses ALC; juntament amb l'Oficina d'Operacions de Comunicacions Presidencials (PCOO) i els gerents i inversors de l'Extrem Orient, propietat de la família del fundador de l'empresa Roberto Benedicto, entre d'altres, com a principals accionistes. Les oficines principals i el transmissor de la xarxa es troben a Panay Avenue, Brgy. Triangle Sud també a la ciutat Quezon. Fundada per Roberto Benedicto i abans de la privatització, era l'emissora germana de l'actual Intercontinental Broadcasting Corporation. RPN, juntament amb les companyies de mitjans germans People's Television Network i Philippine Broadcasting Service, formen el braç mediàtic del PCOO.
Radio Philippines Network opera estacions de televisió amb el temps de transmissió llogat per la seva mare Nine Media, que serveix com a principals emissors de CNN Philippines, una franquícia local de la xarxa de CNN. RPN també opera estacions de ràdio AM regionals sota la marca Radyo Ronda, que actua com a filial parcial de l'estació germana DWIZ a Metro Manila.